# チョール・シン
チョール・シン（Choor Singh、1911年1月19日 - 2009年3月31日）は、シンガポールの元最高裁判所裁判官。裁判官としての職務を終えたのちは慈善家として活動したり、シク教に関する著書を出版した。
インドのパンジャーブ州の家系の出であり、シンガポールには彼が4歳の時に移住してきた。
1963年から1980年にかけてシンガポールの最高裁判所で裁判官を務め、シンガポールで初めて女性に死刑の判決を下した裁判官となった。
| スタブアイコン | サブスタブ | この項目は、まだ閲覧者の調べものの参照としては役立たない、人物に関連した書きかけの項目です。この項目を加筆・訂正などしてくださる協力者を求めています（P:人物伝/PJ:人物伝）。 |